# Уайтхед, Уолтер
Уолтер Уайтхед (англ. Walter Whitehead, 12 октября 1840 — 19 августа 1913) — английский хирург.

## Биография
Работал хирургом в различных больницах в Манчестере, Англия, возглавлял кафедру клинической хирургии в Университете Виктории в Манчестере. С 1901 по 1902 год возглавлял Британскую медицинскую ассоциацию. Интересным является высказывание ученого, что главным препятствием в формировании хорошего хирурга есть знания анатомии. Несмотря на такие взгляды. Уайтхед совершенстве знал анатомию человеческого тела, о чём свидетельствуют изобретенные им способы оперативного лечения заболеваний толстой кишки и рото-глотки. Хирург У. Уайтхед был смелым новатором и практиком с безупречной международной репутацией. Его процедура удаления языка с помощью ножниц и созданная им мазь для перевязок стала стандартом лечения, которую используют и сегодня, также он разработал операцию лечения геморроя.
Уайтхед родился в семье из семьи бизнесмена который занимался текстильным производством в Бери, Ланкашир. Его интерес к медицине проснулся, когда он посещал лекции, направленные на улучшение знания о химические процессы отбеливания ткани. В 1866 поступил в Манчестерскую Королевскую медицинскую школу и таким образом начал свою медицинскую карьеру. Свою карьеру У. Уайтхед начал как врач общей практики и начал накапливать свой медицинский опыт присматривая за заключенными в Мэнсфилд-Вудхаус, Ноттингемшир. В 1867 году он вернулся в Манчестер, чтобы начать свою карьеру хирурга.
С 1873 года работает хирургом в Манчестерском Королевском Лазарете, с которым он был связан в течение долгого времени. В 1884 году защитил докторскую работу в Манчестерском университете и становится профессором кафедры хирургии, которую впоследствии возглавляет. Кроме того ученый интересуется патологической анатомией и судмедэкспертизой, и часто выступает свидетелем-экспертом в судебных делах, при его участии издается медицинский журнал, является активным членом различных комитетов и организаций, целью которых было реформирование системы здравоохранения. Кроме того, он занимал различные должности как офицер королевской армии. За достижения У. Уайтхеда в медицине после его смерти в 1913 году в Бери была возведена башня с часами названного в честь Уайтхеда.
Уайтхед особо был отмечен за изобретение двух хирургических процедур, обе из которых носят его имя. Первая связана с хирургическим удалением геморроя, метод был описан в Британском Медицинском Журнале в 1882 году, с последующим изучением 300 пациентов, опубликованном в 1887 году.